# Pietro Sassu
Pietro Costantino Alberto Sassu est un musicologue et compositeur italien, né le 7 juillet 1939 à Sassari et mort le 1er juillet 2001 dans cette même ville. 

## Biographie
Issu d'une famille de musiciens (son père Giuseppe était corniste), il a immédiatement reçu une bonne éducation musicale. Encore adolescent, il s'installe à Rome où, à l'Académie nationale Sainte Cécile, il étudie le cor et obtient un diplôme sous la direction de Domenico Ceccarossi (it). À l'Académie, il a également fréquenté le Centro Nazionale di Studi di Musica Popolare, dirigé par Diego Carpitella. Il étudie ensuite la composition au Conservatoire Arrigo Boito de Parme et la paléographie musicale à l'École supérieure de paléographie et de philologie musicale de Crémone.
Sassu est un érudit de la musique populaire italienne, promouvant la recherche ethnomusicologique interdisciplinaire dans diverses régions italiennes, y compris la Lombardie, le Trentin et la Basilicate. 
Il a publié de nombreuses contributions sur la musique sarde, dont une faisant référence au virtuose des launeddas Efisio Melis et une série d'enregistrements consacrés à la polyvocalité religieuse de la tradition orale de la Sardaigne.
Dans les années quatre-vingt, il est membre du comité de direction de la revue Culture Musicali. En 1999, Sassu a fondé une revue intitulée Archives d'ethnographie.
En 2007 à Sassari, est née l'association Archives Sassu,.

## Publications
- Sons de la tradition, avec une introduction de Pier Giuseppe Arcangeli (it), Sassari, 2012.
- La musique sarde: chants et danses folkloriques, avec Diego Carpitella et Leonardo Sole, Udine, 2010.  (ISBN 978-88-6163-065-9)
- Les voix de Sassari: gobbule et autres chansons, Udine, 2007.  (ISBN 978-88-6163-000-0)
- La civilisation de l'eau: la vie et la mort de l'eau, avec Isa Melli, Bologne, Cappelli, 1985.
- La gobbula de Sassari dans les traditions orale et écrite, Archives de musique, ethnologie et linguistique, Rome, 1968.